# Magdalena Rialp
Magdalena Rialp i Safont (Plana de Urgel, 2 de febrero de 1668-Barcelona, 15 de noviembre de 1710) fue una religiosa española de la Orden de San Jerónimo, discípula de San José Oriol. Ha sido proclamada venerable por la Iglesia católica.

## Biografía
Nació en la comarca de Plana de Urgel en 1668 y era hija de Francesca Safont y Josep de Rialp. De pequeña mostró inclinación a la religión, a la oración y a la vida piadosa. Se negó a casarse e ingresó en el monasterio de monjas jerónimas de San Matías de Barcelona el 16 de abril de 1686. Destacó por su humildad y capacidad de oración. 
En 1695, empezó una rigurosa abstinencia, comiendo pan una vez al día. A partir de entonces experimentó episodios místicos como éxtasis, visiones y sentimiento del dolor de las llagas de Cristo. Desde 1693, tuvo como director espiritual a San José Oriol, de quien se consideraba discípula. Murió el 15 de noviembre de 1710.
Después de su muerte se le atribuyeron milagros y curaciones.